# Kent County (Texas)
Kent County je okres ve státě Texas v USA. K roku 2010 zde žilo 808 obyvatel. Správním městem okresu je Jayton. Celková rozloha okresu činí 2 339 km2.